# كريس غادي
كريس غادي (بالفرنسية: Chris Gadi) (1992 فرنسا) هو لاعب كرة قدم فرنسي .

## وصلات خارجية
كريس غادي على موقع رابطة كرة القدم الفرنسية للمحترفين (الإنجليزية)
- كريس غادي على موقع قاعدة بيانات كرة القدم.إي يو (الإنجليزية)
- كريس غادي على موقع ليكيب (الفرنسية)
- كريس غادي على موقع Soccerway.com (الإنجليزية)
- كريس غادي على موقع عالم كرة القدم.نت (الإنجليزية)